# Home We'll Go (Take My Hand)
Home We'll Go (Take My Hand) è un singolo del DJ statunitense Steve Aoki e del gruppo musicale canadese Walk off the Earth, pubblicato il 9 ottobre 2015 come quarto estratto dal terzo album in studio di Aoki Neon Future II.

## Video musicale
Il video, diretto da Aaron Grasso e basato su una storia scritta da Aoki, è stato reso disponibile il 21 dicembre 2015 attraverso il canale YouTube della Ultra Music e mostra scene di Aoki e dei Walk off the Earth intenti a eseguire il brano con altre in cui viene narrata la storia d'amore tra un uomo e una donna extraterrestre.

## Tracce
1. Home We'll Go (Take My Hand) (Genairo Nvilla Remix) – 5:35
2. Home We'll Go (Take My Hand) (Merk & Kremont Remix) – 4:03
3. Home We'll Go (Take My Hand) (Michael Brun Remix) – 3:53
4. Home We'll Go (Take My Hand) (Pham Remix) – 5:26
5. Home We'll Go (Take My Hand) (K Theory Remix) – 4:18

## Formazione
- Steve Aoki – campionatore, giradischi
- Walk off the Earth
  - Sarah Blackwood – voce
  - Gianni Luminati – voce, chitarra acustica
  - Ryan Marshall – basso
  - Mike Taylor – tastiera
  - Joel Cassady – batteria

## Date di pubblicazione
| Paese  | Data di pubblicazione | Formato           |
| ------ | --------------------- | ----------------- |
| Italia | 9 ottobre 2015        | Airplay           |
| Mondo  | 11 dicembre 2015      | Download digitale |